# Drepanolejeunea formosana
Drepanolejeunea formosana là một loài Rêu trong họ Lejeuneaceae. Loài này được Horik. mô tả khoa học đầu tiên năm 1934.